# Chester Himes
Chester Bomar Himes (Jefferson City, Missouri, Estats Units d'Amèrica, 29 de juliol de 1909 – Moraira - Teulada, 12 de novembre de 1984) va ser un escriptor afroamericà, conegut sobretot per les seues novel·les de sèrie negra, tot i que també va practicar altres gèneres.

## Biografia
Fill d'una família de classe mitjana, Chester Himes va créixer a Missouri i Ohio. Els seus pares van ser Joseph Sandy Himes i Estelle Bomar Himes. Va estudiar a l'institut de Cleveland (Ohio) i a la Universitat de Columbus, d'on va ser expulsat l'any 1926 després de la seua detenció per participar en un robatori. En aquell moment ja estava introduït en ambients delictius i del joc. Va poder evitar la presó, però, dos anys després, va ingressar a la presó per robatori a mà armada amb una condemna de 20 anys. Durant el seu tancament va començar a escriure relats curts i a publicar-los en revistes. El primer va aparèixer l'any 1934.
Posat en llibertat l'any 1935, va exercir diversos oficis i va continuar escrivint fins que l'any 1945 va publicar la seua primera novel·la, If he hollers let him go! (Si crida, deixa'l anar), que obtenir un gran èxit i li va permetre dedicar-se a la literatura.
L'any 1953, seguint l'exemple d'altres escriptors americans, com Ernest Hemingway, Himes començà a passar llargues temporades a França i Espanya, on havia esdevingut un escriptor popular, fins que l'any 1956, cansat del racisme del seu país, s'instal·là permanentment a París, on coincidí amb els també escriptors afroamericans Richard Wright i James Baldwin.
En aquesta època començà la sèrie de novel·les de gènere negre policial protagonitzada pels detectius de Harlem Taüt Ed Johnson i Enterramorts Jones (Coffin Ed Johnson i Grave Digger Jones), que el faria mundialment famós i el posaria a l'alçada d'altres reconeguts autors del gènere, com Dashiell Hammett o Raymond Chandler.
l'any 1969, Himes es va traslladar a viure a Moraira, platja del municipi de Teulada, a la Marina Alta, on va morir l'any 1984. Està soterrat en el cementeri municipal de Benissa.

## Obra
Tot i que les novel·les i relats de Himes pertanyen a diversos gèneres, especialment els policials i els de denúncia política, totes tenen en comú el tractament del problema racial en els Estats Units.
Chester Himes escriu sobre els afroamericans en general, especialment en dos llibres que tracten sobre les relacions laborals i els èxits dels negres americans: Si crida, deixa'l anar — que conté molts elements autobiogràfics— presenta la lluita contra el racisme en Los Angeles, durant la Segona Guerra Mundial, d'un treballador de les drassanes. Una croada en solitari és una obra més llarga amb temàtica semblant. Cast the first stone (Tirar la primera pedra) es basa en la seua experiència a la presó i va ser la seua primera novel·la, però es va publicar amb deu anys de retard, potser a causa del tractament positiu que fa Himes del tema de l'homosexualitat.
La sèrie de novel·les més popular de Himes va ser la que presenta els detectius Taüt Ed Johnson i Enterramorts Jones, de la policia de Nova York, que presten serveis a Harlem. Les narracions es desenvolupen en un to sarcàstic i una visió fatalista de la vida als carrers del barri negre. Els títols més coneguts de la sèrie són: For love of Imabelle (Per amor a Imabelle), All shot up (Tots morts), The big gold dream (El gran somni daurat), The heat's on (Comença la calor), Cotton comes to Harlem (Cotó a Harlem), i Blind man with a pistol (Un cec amb una pistola). Tots van ser escrits entre 1957 i 1969.

## Obres editades en català
- 1987 Per amor a Imabelle ISBN 978-84-297-2701-2
- 1988 Quin assassinat més bèstia ISBN 978-84-7410-397-7
- 1989 El gran somni daurat ISBN 978-84-297-2948-1
- 1990 Cotó a Harlem ISBN 978-84-297-3132-3
- 1995 Un cec amb una pistola ISBN 978-84-297-3912-1